# San Valentín (España)
San Valentín es una parroquia y una urbanización del municipio de Fene, en la provincia de La Coruña, Galicia, España.

## Entidad de población
Entidad de población que forma parte de la parroquia:
- San Valentín

## Demografía
Gráfica demográfica de la urbanización y parroquia de San Valentín según el INE español:
| Gráfica de evolución demográfica de San Valentín entre 2000 y 2022 |
|                                                                    |
| Datos según el nomenclátor publicado por el INE.                   |